# Вараксино (Калужская область)
Вараксино — деревня в Малоярославецком муниципальном районе Калужской области. Входит в сельское поселение «Деревня Рябцево».

## Этимология
Версии
- 1) от церковнославянского имени Варахий ( Варахиил, Варахисий), уменьшительные — Варнава, Варсава, Варул, Варака, Варакуша, Вараксий;
- 2) от нецерковного Варакса;
- 3) от прозвища Варакса, в диалектах значащего «неряха», «пустомеля», «плохой работник».

## География
Расположена на берегу реки Путынка. Рядом — Некрасово. 

## История
В 1782 году — сельцо Вараксино Малоярославецкого уезда, на правом берегу Путынка, Василия Алексеевича Жохова.   
Рядом — погост и писцовая земля, каменная церковь Николая Чудотворца.   
В 1861 году — Вараксино (Полтевка) — владельческое сельцо,  Некрасово — духовное село, рядом церковь
В 1891 году — входила в Бабичевскую волость Малоярославецкого уезда. 
В состав Рябцевского сельсовета вошли следующие населённые пункты: Рябцево, Песочня , Придача, Косилово, Бутырки, Нероновка, Машкино, Яблоновка, Вараксино, Станки, Митюринка.
В настоящее время сохранились остатки колокольни  каменной церкви с престолами  Казанской иконы Божией Матери, Николая Чудотворца, Сергия Радонежского, 1906 года постройки54°51′44″ с. ш. 36°05′58″ в. д..

## Население
| 2002 | 2010 |
| ---- | ---- |
| 0    | ↗2   |